# ビーイングブーム
ビーイングブームは、1990年代に日本で発生した、ビーイング（現・B ZONE）所属アーティストの楽曲がチャートの上位を独占した社会現象。

## 黎明期
1986年、TUBEの「シーズン・イン・ザ・サン」をヒットさせ、一定の認知度を得る。1987年にTUBEと織田哲郎周辺アーティストがスペシャルユニット渚のオールスターズとしても活動。
1990年初頭、フジテレビ系列の、毎週日曜日午後6時から6時30分にて放送が始まった『ちびまる子ちゃん』のエンディングテーマで、「おどるポンポコリン」が流れるやいなや、B.B.クィーンズとその楽曲が流行し、ミリオンセラーとなった。また、B'zがヒットし始めたのもこのころである。ただ、まだこの時点ではビーイングブームとは言えず、B.B.クィーンズから派生したMi-Keを含めてもコミックバンドとして見られただけであり、ごく一部の非バンドブーム系の楽曲に過ぎなかった。また、B.B.クィーンズ、TUBE、織田哲郎周辺アーティストを指して、「渚のオールスターズファミリー」と呼ばれることがあった。
1991年秋、ビーイングは1993年以降では定番となっていく"番組主題歌をすべて自社系列アーティストが担当する"という戦略を行っていく。その第1弾となったホテルウーマン(関西テレビ制作、フジテレビ系列)ではB'zの「ALONE」がオリコンの集計でミリオンセラーを記録、T-BOLANの「離したくはない」も有線でロングヒットを記録するなど、結果的には大成功となった。またこのドラマにおいて、WANDSや大黒摩季など後のブームを牽引するアーティストのデビューの場にもなった。

## 成長期
1992年秋、ZARDの「眠れない夜を抱いて」がテレビ朝日系列の『トゥナイト』のエンディングテーマとして、WANDSの「もっと強く抱きしめたなら」が三井生命のCM曲として、大黒摩季の「DA・KA・RA」がマルちゃんホットヌードルのCM曲として流れ、同時期に多くの人の耳に入ることとなった。これらのアーティストは当時ほぼ無名であり、無名のアーティストの曲が大量に流れることで、人々の話題がこれらのアーティストに集中した。情報不足の補完をする形で、同年10月からTBS系列で放送が始まった『突然バラエティー速報!!COUNT DOWN100』や、『COUNT DOWN TV』において、これらの曲とアーティストがたびたび紹介された。これにより、ビーイング系列のアーティストは短い時期に急速に認知度が高まった。しかもこの年代は団塊ジュニア世代が就職または進学をした時期であり、カラオケブーム、居酒屋ブームとあいまって急速にCD販売が伸びた。ビーイング系の楽曲はこの時流に乗り、バンドブーム以降を模索していた他社を圧倒して販売を伸ばした。ビーイング系列の躍進と他社の停滞により、オリコンシングルチャートの上位をビーイング系列が占める現象が起こった。内容は以下の通りである。
1. 1992年12月28日から1993年7月26日までの31週間のうち27週間にわたって1位を独占
2. 3月29日から7月26日までの18週間　連続して1位を独占
3. 6月21日から7月5日の3週間、1位から5位を独占
4. 6月28日は1位から6位を独占
5. 1993年6月の月間オリコンシングル売り上げランキングにおいて1位から10位までにビーイング系アーティストによる曲が7曲ランクイン

ランキングに上った楽曲の中には、1位を獲得していないものの長期にわたり人気が続き、結果としてヒットとなった作品も多数存在した（大黒摩季、T-BOLAN、DEEN、ZYYG、BAAD、MANISH、REV、KIX-S、【ZYYG,REV,ZARD&WANDS featuring 長嶋茂雄】など）。
なお、当時「ビーイング系列」とされるレーベルには、ZAIN RECORDS、B-Gram RECORDSなどがあった。
これらの結果、1993年の年間販売ランキングは、ビーイング系列のアーティスト勢で占められた。1993年のオリコン年間総合売り上げチャートにおけるビーイング系アーティストの順位は
1位ZARD
2位WANDS
4位B'z
5位T-BOLAN
10位TUBE
11位大黒摩季
32位DEEN
となった。
オリコン作詞家ランキングは、
1位上杉昇
2位坂井泉水
4位稲葉浩志
5位森友嵐士
7位大黒摩季。
オリコン作曲家ランキングは、
1位織田哲郎
3位松本孝弘
6位大島康祐
7位森友嵐士
8位栗林誠一郎
と、どのランキングもビーイング系列で占められることになった。
ビーイング系列のアーティストは、登場当初こそ前述の番組やテレビ朝日系列『ミュージックステーション』で姿を現したものの、ブームが本格化すると5分間のビーイング宣伝番組「NO.」を除いてテレビ出演を減らした。意図的に情報量を減らすことで、人々の話題を得る手法を採った。結果、ファン化された者は情報を得るためにCDを買う連鎖現象が起こり、かつてないCD販売量を記録した。ZARDや大黒摩季のように長年ライブ活動を行わないアーティストも存在した。
これに追従する形で、1993年半ばには他社からもビーイング風の作品が発売されはじめた。それらの作品群もビーイング系列とともに大ヒットし、平成不況の時期ではあったがレコード界全体が活性化することとなった。それぞれの新曲はドラマやCM（カメリアダイアモンドのCM等）とタイアップし、連続して視聴者に刷り込むことによって販売量を伸ばした。音楽界のこの傾向は1995年頃まで続き、ドラマタイアップ、CMタイアップ、曲自体の大量宣伝が、ヒット曲を生む公式とさえ言われた。時代背景として若者の話題が音楽に集中したため、まさに「曲を作れば売れる」時代であり、ビーイング系列の躍進はより確実なものになっていった。
ただし、そのブームの中でも急造ゆえに長続きしなかったユニット、人気を出せなかったユニットもあり、それらの中には後述の衰退期を待たずに姿を消したものもある。森下由実子、SO-FI、矢嶋良介、DEEP'S等がこれに当たり、森下自身が音楽業界から身を引くことになった。また、ZARDなどへの楽曲提供で作曲家として知られる栗林誠一郎はこのブームの中で、ソロアルバムがランクイン出来ない状況であった。しかし不人気とはいうものの、2000年代に入ってからのCD不況期とはCD売り上げ数は全く異なり、数万枚程度の売れ行きでも「不人気」とされていた。
その他特徴としては、カラオケブームを背景に歌う際に楽曲の内容を瞬時に理解しやすいように、歌詞の一節をそのまま曲名のタイトルにするのが多く見られた(「負けないで」、「愛のままにわがままに 僕は君だけを傷つけない」など多数。)。ビーイング全盛期時には自社のレコーディングスタジオにクリエイター陣を抱え、24時間体制でデモ楽曲の制作が行われており楽曲ストックも非常に多い環境下であった。

## その後
1996年〜1998年には、avex、トイズファクトリー、沖縄アクターズスクール系列が躍進し、小室ブーム（avexブーム）が最盛期を迎えた。ビーイング系列は、B'z、ZARD、TUBE、FIELD OF VIEWなどを残して徐々に衰え、ランキング上位から姿を消していった。
ビーイング系列は1997年に小松未歩がZAIN RECORDSの関西専用のサブレーベルよりデビューし、ヒットして以降、拠点を徐々に関西をはじめとする西日本にも拡大させ、1998年9月には新レコード会社GIZA studioを設立、1999年に再び以前とほぼ同様の手法で進出を試みた。しかし、倉木麻衣やGARNET CROW、愛内里菜などの成功以外はどれもデビュー後数曲で売れ行きや話題の息が切れたり、登場当初から全く話題にならないなど、非常に苦戦を強いられた。以後も引き続き新人を投入するも、GIZA系列が年間音楽チャートに姿を見せる機会は少なくなっている。
2003年10月にはブームに一役買ったレコード会社である「ZAIN RECORDS」が「B-Gram RECORDS」に吸収合併され、2007年6月、坂井泉水の死去により過去の作品が再商品化されたり、他のビーイングブーム期の楽曲が「R35」と称するコンピレーションアルバムに収録された。それらは販売において十分な成績を収めるものの、世代によりそれらの商品に対する受け止め方が全く異なり、かつての「ビーイングブーム」楽曲が「なつメロ」化していることがより明らかになった。特に平成初期以降に生まれた世代になると、彼らが物心ついた頃にはすでにブームが終焉していたため、知名度があるのは現在も活躍中か、もしくは10年以上長続きしたアーティストに留まるなど、アーティストによっても知名度に偏りが大きくなっている。
その一方で増崎孝司、稲葉浩志を音楽プロデューサー業に進出させたり、東京にレコード会社「NORTHERN MUSIC」を設立したのが現状である。
音楽事業では多数の所属アーティストの活動休止や引退など不振続きではあるが、代官山町の都市開発成功で巨額の富を得たあと1998年頃より豊富に蓄えていた財源で関西を中心に不動産事業などで大成功を収めており2021年現在でもグループ全体の売上高は2000億円以上と音楽業界でのCD売上不振による経営悪化とは無縁の状況である。

## 1993年のオリコンシングルチャート1位
| 日付                   | 1位獲得                                     | 1位獲得        |
| 日付                   | 曲名                                        | アーティスト   |
| ---------------------- | ------------------------------------------- | -------------- |
| 1992年12月28日         | 世界中の誰よりきっと                        | 中山美穂&WANDS |
| 1993年1月4日（合算週） | 世界中の誰よりきっと                        | 中山美穂&WANDS |
| 1993年1月11日          | 世界中の誰よりきっと                        | 中山美穂&WANDS |
| 1993年1月18日          | 世界中の誰よりきっと                        | 中山美穂&WANDS |
| 1993年1月25日          | もっと強く抱きしめたなら                    | WANDS          |
| 1993年2月1日           | もっと強く抱きしめたなら                    | WANDS          |
| 1993年2月8日           | がじゃいも                                  | とんねるず     |
| 1993年2月15日          | 慟哭                                        | 工藤静香       |
| 1993年2月22日          | おさえきれない この気持ち                   | T-BOLAN        |
| 1993年3月1日           | 負けないで                                  | ZARD           |
| 1993年3月8日           | 時の扉                                      | WANDS          |
| 1993年3月15日          | YAH YAH YAH／夢の番人                       | CHAGE&ASKA     |
| 1993年3月22日          | YAH YAH YAH／夢の番人                       | CHAGE&ASKA     |
| 1993年3月29日          | 愛のままにわがままに 僕は君だけを傷つけない | B'z            |
| 1993年4月5日           | 愛のままにわがままに 僕は君だけを傷つけない | B'z            |
| 1993年4月12日          | 愛のままにわがままに 僕は君だけを傷つけない | B'z            |
| 1993年4月19日          | 愛のままにわがままに 僕は君だけを傷つけない | B'z            |
| 1993年4月26日          | 愛を語るより口づけをかわそう                | WANDS          |
| 1993年5月3日           | 愛を語るより口づけをかわそう                | WANDS          |
| 1993年5月10日          | 愛を語るより口づけをかわそう                | WANDS          |
| 1993年5月17日          | 愛を語るより口づけをかわそう                | WANDS          |
| 1993年5月24日          | 夏を待ちきれなくて                          | TUBE           |
| 1993年5月31日          | 揺れる想い                                  | ZARD           |
| 1993年6月7日           | 揺れる想い                                  | ZARD           |
| 1993年6月14日          | 裸足の女神                                  | B'z            |
| 1993年6月21日          | 裸足の女神                                  | B'z            |
| 1993年6月28日          | 刹那さを消せやしない/傷だらけを抱きしめて   | T-BOLAN        |
| 1993年7月5日           | 刹那さを消せやしない/傷だらけを抱きしめて   | T-BOLAN        |
| 1993年7月12日          | だって夏じゃない                            | TUBE           |
| 1993年7月19日          | 恋せよ乙女                                  | WANDS          |
| 1993年7月26日          | 恋せよ乙女                                  | WANDS          |

：ビーイングの所属アーティストでない（累計に含まれない）

### 1993年6月28日付オリコンシングルチャート
- 1位 T-BOLAN 刹那さを消せやしない
- 2位 B'z 裸足の女神
- 3位 ZARD 揺れる想い
- 4位 ZYYG, REV, ZARD&WANDS 果てしない夢を
- 5位 ZYYG 君が欲しくてたまらない
- 6位 TUBE 夏を待ちきれなくて